# Stizophyllum
Stizophyllum é um género botânico pertencente à família Bignoniaceae.

## Espécies
Apresenta 20 espécies:
Stizophyllum adspersum Stizophyllum affinis Stizophyllum auricomum
Stizophyllum calycinum Stizophyllum cordifolium Stizophyllum dentatum
Stizophyllum denticulatum Stizophyllum flos Stizophyllum glandulosum
Stizophyllum inaequilaterum Stizophyllum insigne Stizophyllum longipes
Stizophyllum longisiliquum Stizophyllum occidentale Stizophyllum perforatum
Stizophyllum punctifolium Stizophyllum punctulatum Stizophyllum riparium
Stizophyllum triternatum Stizophyllum velutinum